# Złota Wolność (herb szlachecki)
Złota Wolność – herb szlachecki o niezidentyfikowanym pochodzeniu.

## Opis herbu
Amfisbena skręcona w ósemkę z krzyżem zaćwieczonym na ogonie; barwy herbu niezidentyfikowane.

## Historia
Według Kacpra Niesieckiego herb został nadany człowiekowi, który doprowadził do zgody między zwaśnionymi książętami. Wizerunek tego herbu widział Niesiecki na bramie zamku w Brzeżanach, co jak sam konkluduje - ma związek z rodem Sieniawskich, którzy onegdaj połączyli się z rodziną pieczętującą się herbem Złota Wolność.
Herb podobny do Złotej Wolności widział Niesiecki także w zakrystii kościoła w Radłowie.

## Herbowni
Szymański, Szymoński, Bawor.
Herbem Złota Wolność pieczętował się opat jędrzejowski Wojciech Ziemnicki.